# 7P/Pons-Winnecke
Der Komet 7P/Pons-Winnecke wurde am 12. Juni 1819 von Jean-Louis Pons am Observatorium von Marseille entdeckt. Der in Bonn tätige Astronom Friedrich August Theodor Winnecke entdeckte ihn am 9. März 1858 wieder.
Der zur Jupiter-Familie gehörende Komet hat eine Umlaufperiode von rund 6,4 Jahren und durchlief sein Perihel das letzte Mal am 27. Mai 2021.
1927 näherte sich der Komet auf weniger als 6 Millionen km der Erde, der Versuch, die Größe des Kerns optisch zu messen, scheiterte an der Auflösung des Verfahrens, ergab aber eine Obergrenze von 5 km. Mithilfe des NTT der ESO gelang es Anfang des 21. Jahrhunderts, den Radius auf 2,24 ± 0,02 km festzustellen.
7P/Pons-Winnecke ist der Mutterkörper des Meteorstroms der Juni-Bootiden vom 22. Juni bis zum 2. Juli (Maximum 28. Juni).